# William Carlos Williams
William Carlos Williams (ur. 17 września 1883 w Rutherford, zm. 4 marca 1963 tamże) – amerykański poeta, pisarz i dramaturg; pediatra.

## Życiorys
Urodził się 17 września 1883 w Rutherford, w stanie New Jersey. Jego ojciec był Anglikiem, zaś matka miała francusko-baskijskie oraz holendersko-żydowskie korzenie.
Po uzyskaniu średniego wykształcenia w swoim rodzinnym mieście, wyjechał studiować do Europy – pobierał nauki w Genewie i Paryżu – by po powrocie do Stanów Zjednoczonych skończyć medycynę na uniwersytecie stanowym w Pennsylwanii. Dalsza ścieżka edukacyjna Williamsa prowadziła m.in. przez Nowy Jork oraz Lipsk, gdzie odbywał staże. Osiadłszy już na stałe w Rutherford, założył prywatny gabinet lekarski, a następnie został kierownikiem pediatrii w szpitalu w pobliskim Paterson.
W 1912 roku poślubił Florence Herman, która stanowiła jedną z ważniejszych inspiracji dla jego twórczości. Miał z nią dwóch synów – Williama i Paula. Podczas studiów zaprzyjaźnił się m.in. z Ezrą Poundem oraz Hildą Doolittle (H.D.), należącymi do najwybitniejszych twórców epoki.
Swoje późne lata Williams poświęcił współpracy z wieloma młodymi poetami, dla których stał się mistrzem. Jego wpływ jest szczególnie widoczny wśród twórców Beat Generation oraz szkoły nowojorskiej.
Zmarł w wieku 79 lat w rodzinnym Rutherford.

## Historia twórczości
Williams przez większość swojego dorosłego życia łączył pracę lekarza z pisaniem. Pierwszy tom, który wydał własnym nakładem w Rutherford, to Poems z 1909 roku. Na początku swojej kariery literackiej był silnie powiązany (pod wpływem Pounda) z nurtem imagizmu oraz środowiskiem nowojorskiej awangardy, kręgiem artystycznym określanym jako Others (Inni), w skład którego wchodzili m.in. Marcel Duchamp, Wallace Stevens oraz Alfred Kreymborg. Pierwsze tomy poezji Williamsa nie są zbyt mocno nacechowane jego specyficznym stylem, znanym z dojrzałych wierszy. Przełomowa okazała się wydana w 1923 roku książka Spring and All, stanowiąca zbiór naprzemiennie ułożonych fragmentów poetyckich i prozatorskich. Eksperymentalna faza twórczości poety osiągnęła wtedy swoją kulminację, a jej efektem było wypracowanie indywidualnego charakteru twórczości. Właśnie z tego tomu pochodzi jeden z najsłynniejszych wierszy Williamsa, The Red Wheelbarrow (Czerwona taczka), oznaczony jako wiersz XXII.
Mimo powszechnego uznania wśród kręgów literackich lat 20. i 30., pisarz nie był jeszcze dobrze znany szerokiej publiczności czytelniczej. Dopiero w 1937, po nawiązaniu współpracy z wydawnictwem New Directions (powstałym zresztą z inicjatywy Pounda), twórczość Williamsa zaczęła powoli zajmować miejsce w kanonie literatury współczesnej. Rosnąca popularność jego poezji sprawiła, że stawał się przewodnikiem dla nadchodzących pokoleń literackich – inspirował twórców tak różnych, jak Allen Ginsberg czy Robert Lowell.
W roku 1946 Williams opublikował pierwszą część poematu Paterson, stanowiącego swoistą kronikę jednego miasta, zawartą w epickiej, modernistycznej formie. Całość utworu składa się z pięciu części, kolejne cztery opublikowano w latach 1948, 1949, 1951, 1958. Trzecia z nich przyniosła pisarzowi National Book Award w kategorii poetyckiej (przyznano mu ją w 1950 roku). Ten moment uważa się za szczytowy dla kariery literackiej poety.
W 1951 roku Williams przeżył swój pierwszy udar mózgu. Od tego czasu zdrowie poety (wcześniej doświadczonego już przez dwa ataki serca) zaczęło drastycznie się pogarszać. Te poważne komplikacje nie przyniosły jednak kresu jego pisaniu, w przeciwieństwie do praktyki lekarskiej, której wtedy zaniechał. Mimo kolejnego udaru (1952) oraz poważnej depresji (1953) wciąż wydawał nowe tomy wierszy. Z okresu rekonwalescencji pochodzą jedne z jego wybitniejszych zbiorów: The Desert Music (1954) oraz Journey to Love (1955), zawierający słynny poemat To Asphodel.
Najcięższy w życiu pisarza udar mózgu miał miejsce w roku 1955. Williams został częściowo sparaliżowany, musiał ponownie nauczyć się mówić i pisać. Nie odzyskał jednak pełnej sprawności. Niemniej, udało mu się wtedy napisać m.in. biografię swojej matki (Yes, Mrs. Williams, 1959), oraz kilka sztuk teatralnych. Ostatni tom poezji, Pictures from Brueghel and Other Poems, wydano rok przed śmiercią autora, w 1962 roku.

## Poetyka i inspiracje
Pierwsze próby pisarskie Williamsa rzekomo nie były udane – juwenilia w keatsowskim stylu, pisane w koledżu, miały być odtwórcze i wątpliwej jakości. Niemniej, wraz z systematyczną pracą i nieustannym samokształceniem (wspominane podróże po Europie i Stanach Zjednoczonych, przyjaźnie z prominentnymi artystami) pisarz stopniowo wykrystalizował własną, charakterystyczną poetykę. Jako główne prądy inspirujące dojrzałą twórczość Williamsa wymienia się przede wszystkim modernizm oraz imagizm.
Williams za punkt programowy uważał uchwycenie istoty amerykańskiego języka. Jak pisał:

Amerykański pisarz używa języka, który przekształcony został przez czas, miejsce i okoliczności w sposób, który znacznie go oddalił od obecnego języka angielskiego. By należycie ocenić amerykańską poezję, czytelnik uwzględnić musi przede wszystkim tę językową różnicę.

Według Julii Hartwig, tłumaczki i miłośniczki poezji Williamsa, miał to być język codzienny, bezpośredni i wyzbyty wielosłowia, ekspresja poetycka oparta na leksyce autentycznie amerykańskiej, dążąca do konkretu, do przywrócenia przedmiotowi jego pełnego i symbolicznego znaczenia – <<Składaj/ nie idee/, ale rzecz do rzeczy>> (not ideas but in things); zasadą tą Williams kierował się w swojej poezji konsekwentnie. Tematyka utworów Williamsa (mimo swojej różnorodności) silnie korespondowała z tym założeniem. Poeta dużo miejsca poświęca osobistemu, codziennemu doświadczeniu i obserwacjom. Wiele spośród wierszy Williamsa było zatem portretami powszedniej Ameryki, w jej – przede wszystkim – bardzo szczególnych aspektach.
Istotnym dla Williamsa aspektem poezji była jej metryka, zwłaszcza w kontekście zapisu. Jest autorem koncepcji tzw. triadic-line poetry, w której poszczególne zdania podzielone są na trzy części (osobno stanowiące określone stopy metryczne), każda w oddzielnym wersie, które w sumie tworzą trymetr. Tym sposobem poeta zachowuje naturalną melodię wypowiedzi, jednocześnie nie wyłamując się z formalnych kwestii zapisu.
Twórczość Williamsa częstokroć nie poddaje się analizom w obrębie tradycyjnych dyskursów ideologicznych, ponieważ bardzo rzadko zawiera tego rodzaju rozważania. Niemniej, Hartwig określa ją jako na wskroś demokratyczną: jest otwarta, czytelna, oparta na widzialnym konkrecie, unikająca ideowych spekulacji. (...) W porównaniu z nim Pound czy Stevens, nie mówiąc już o Eliocie, to arystokraci pióra, poszukujący własnego wyrazu w innych zgoła niż Williams rejonach. „Demokratyczność” poezji Williamsa daje się odczuć także poprzez jego żywe zainteresowanie konkretnymi ludźmi, w szczególności jego własnymi pacjentami, których cierpienie zdarzało mu się ukazywać w swoich dziełach.
Trudno wskazać przynależność Williamsa do jakiegokolwiek spośród wielkich nurtów artystycznych XX wieku. Sam pisarz częściej definiował swój program w kategoriach negatywnych – jeszcze w latach 20. odciął się od imagistów, uważał się także za antysymbolistę i antymodernistę. Jego dzieła – w dużej mierze nowatorskie w formie – wytyczyły nowe ścieżki w rozwoju amerykańskiej literatury.

## Nagrody
- 1950 – National Book Award za III część poematu Paterson
- 1963 – Nagroda Pulitzera za zbiór Pictures from Brueghel and Other Poems (pośmiertnie)
- 1963 – Złoty medal w kategorii poetyckiej American Academy of Arts and Letters (pośmiertnie)

## Wybrane publikacje

### Poezje
- Poems (1909)
- The Tempers (1913)
- Al Que Quiere! (1917)
- Sour Grapes (1921)
- Spring and All (1923)
- Go Go (1923)
- The Cod Head (1932)
- An Early Martyr and Other Poems (1935)
- Adam & Eve & The City (1936)
- The Broken Span (1941)
- The Wedge (1944)
- Paterson (cz. I – 1946, cz. II – 1948, cz. III – 1949, cz. IV – 1951. cz. V – I958)
- Clouds, Aigeltinger, Russia (1948)
- The Desert Music and Other Poems (1954)
- Journey to Love (1955)
- Pictures from Brueghel and Other Poems (1962)

### Proza
- Kora in Hell: Improvisations (1920)
- The Great American Novel (1923)
- Spring and All (1923)
- In the American Grain (1925)
- A Voyage to Pagany (1928)
- Novelette and Other Prose (1932)
- The Knife of the Times, and Other Stories (1932)
- White Mule (1937)
- Life along the Passaic River (1938)
- In the Money (1940)
- Autobiography (1951)
- The Build-Up (1952)
- I Wanted to Write a Poem: The Autobiography of the Works of a Poet (1958)
- Yes, Mrs. Williams: A Personal Record of My Mother (1959)
- The Farmers’ Daughters: Collected Stories (1961)
- The Embodiment of Knowledge (1974)
- A Recognizable Image: William Carlos Williams on Art and Artists (1978)

### Dramaty
- Many Loves and Other Plays: The Collecteays of William Carlos Williams (1962)

### Wybrane polskie przekłady
- Krystyna Tarnowska, Farmerskie córki (1970)
- Piotr Sommer, Literatura na Świecie (nr 1–2/2009)
- Julia Hartwig, Spóźniony śpiewak (2009)